# 況姓
況姓是中文姓氏之一，始祖为周代烈公，况姓与邝姓、旷姓、夼姓是四种同音而不同字，又不同义的姓氏。在明朝《百家姓续编》中排第479位，在现代是极罕见的姓氏。据《中国四百大姓》一书中所载况姓在中国国内姓氏人口排名第351位，况姓人口占全国总人口的比例为0.0094%，全国况姓人口为12.4万人，况姓人口的第一大省为重庆市。
现如今况姓主要分布在江西省，其中江西省高安市龙潭镇药湖村是主要发源地是况氏祖源地。

## 起源
况姓起源有四：

### 起源于姚姓
在周朝初年，舜的后人烈公被封于况地（今山东省境内)，他的后代便以封地名“況”作为姓氏。

### 起源于况长宁
起源于三国时期蜀漢名人况长宁。 

### 起源於况钟
明代苏州知府黄钟，官至礼部仪制司郎中，他请示天子要求恢复祖姓况氏。帝感其敬祖，不仅允许他改姓，还特意奖励了他。

### 起源于荀子
战国时代的荀子名荀况，后人有以祖名为姓者，称况氏。

## 郡望
- 庐江郡：楚汉争霸之时自九江郡中分出。今为安徽长江以北庐江一带。

## 延伸阅读
[在维基数据编辑]
 《百家姓》
 《欽定古今圖書集成·明倫彙編·氏族典·況姓部》，出自陈梦雷《古今圖書集成》